# Ouled Boughalem
Ouled Boughalem (în arabă أوالد بوغالم) este o comună din provincia Mostaganem, Algeria.
Populația comunei este de 13.761 de locuitori (2008).